# Chortinaspis chortina
Chortinaspis chortina är en insektsart som först beskrevs av Ferris 1921.  Chortinaspis chortina ingår i släktet Chortinaspis och familjen pansarsköldlöss. Inga underarter finns listade i Catalogue of Life.